# La lección de música (Fragonard)
La lección de música (en francés, La leçon de musique) es un cuadro del artista rococó francés Jean Honoré Fragonard, realizado hacia 1770. Es una pintura al óleo sobre lienzo que mide 109 centímetros de alto por 121 cm de ancho. Se conserva en el Museo del Louvre de París (Francia), al que llegó en 1849 por donación de Hippolyte Walferdin.
Se trata de un cuadro que todavía desconcierta a los especialistas, quienes oscilan entre considerarla una «tela precoz» e inconclusa o un «esbozo tardío».
El tema de la lección de música fue tratado con frecuencia por los pintores holandeses, como puede verse en la Lección de música de Vermeer; en la pintura barroca, sin embargo, solía ser una alegoría de los cinco sentidos.
Aquí el tema se ha transformado en galante envuelto en una atmósfera de ensueño amoroso: el joven profesor de música corteja a su alumna y le mira el escote. Su entrega es paralela a la entrega de la joven pianista.